# アレクサンダー・フェッター
アレクサンダー・リース・フェッター（Alexander Lees Fetter、1937年5月16日 - ）は、アメリカの物理学者。スタンフォード大学名誉教授 。研究分野は物性理論、特に超伝導・超流動
。

## 来歴
1937年にフィラデルフィアでミステリー作家の母エリザベス・ヘッド・フェッター (1904-1972) と父フェルディナンド・フェッターの元に生まれた。
1958年にウィリアムズ大学を卒業し、卒業生総代を務めた。また、ローズ奨学生としてオックスフォード大学のベリオール・カレッジに留学した。1963年、ハーバード大学にて物理学の博士号を取得した。
1968年にスタンフォード大学の教授に就任し、1985年から1990年まで学科長を務めた。
アメリカ物理学会フェロー、アメリカ科学振興協会フェロー、ハンセン実験物理学研究所とゲバレ先端材料研究所の所長を歴任した。
フェッターは2007年11月に教授としての常勤職を退いたが、現在も同大学で働いている。

## 家族
アレクサンダー・フェッターは、ジーン・フェッターと結婚し、彼女との間に2人の子供を授かったが、後に離婚した。現在はリン・バニムと結婚している。妹のアン・フェッター・フリードレンダーは、MITで初の女性学部長を務めた。フェッターには6人の孫がおり、最初の孫は1995年に生まれ、最近の孫は2007年に生まれた。

## 著作

### 原著
- Nonuniform states of an imperfect bose gas, Annals of Physics, 1972
- Quantum Theory of Many-Particle Systems, Dover Publications, 2003, ISBN 978-0-486-42827-7
- Theoretical Mechanics of Particles and Continua, Dover Publications, 2003, ISBN 978-0-486-43261-8
- Nonlinear Mechanics: A Supplement to Theoretical Mechanics of Particles and Continua, Dover Publications, 2006, ISBN 978-0-486-45031-5

### 邦訳
- 『多粒子系の量子論 理論編』松原武生・藤井勝彦訳、マグロウヒルブック、1987年、ISBN 978-4895012508
- 『多粒子系の量子論 応用編』松原武生・藤井勝彦訳、マグロウヒルブック、1987年、ISBN 978-4895012522